# Kristina Holgersen
Kristina Holgersen (født 19. maj 1973). Dansk sanger, komponist og sangskriver. Er opvokset i den midtvestjyske by Ansager. Adjunkt i sangskrivning på Det Jyske Musikkonservatorium. Forperson for Statens Kunstfonds Legatudvalg for Musik (2016-2019). Musiksagkyndig i Nordisk Ministerråds kunst- og kulturprogram (2020-2022). Studielektor Det Rytmiske Musikkonservatorium, København (2023-2024). Forfatter til digtsamlingen FAVN (Forlaget Alhambra, 2024).
Kristina Holgersen startede sin karriere med bandet Emotions i 1997, hvor radiohits som "Olivia" og "Hello Day" førte bandet på en omfattende turné både herhjemme og i udlandet. Bandet tog navneforandring til Girl In The Moon og fik kontrakt med East/West, Warner Brothers i Tyskland, hvor de turnerede og indspillede albummet "Purple Afternoon".
Solokarrieren begyndte i 2004 med albummet "Söydis". Hun har i alt udgivet 5 soloalbum og indgået i en lang række tværkunstneriske samarbejder. For eksempel "To Slags Mørke" 2016, der er en remediering af Helle Helles romankunst til sangtekster samt albummet Kapow Goodbye (tak & undskyld) 2021 i et større samarbejde med Leonora Christina Skov. Musikalsk fortolkning af 1700-tals-forfatteren Charlotta Dorathea Biehls liv. Soloalbummet "Tusinde Planer", som er et crossover samarbejde mellem det klassiske Ensemble Lydenskab og Kristina Holgersens eget faste hold af rytmiske musikere. Derudover har Holgersen bl.a. samarbejdet med: Niels Skousen, som hun har skrevet og spillet dobbeltkoncerter med, Ursula Andkjær Olsen, Josefine Klougart, Stine Pilgaard, Thorstein Thomsen, videokunstner Signe Klejs og dramatiker Caroline Malling. Medlem af koret Korage (et kor af kvindelige sangerinder i DK med bl.a. Sharin Foo, Pernille Rosendahl, Louise Alenius, Hannah Schneider m.fl.) I marts 2020 annoncerede Kristina Holgersen et samarbejde og tourné sammen med den danske bestseller forfatter Leonora Christina Skov. Kristina Holgersen har været nomineret til Carl Prisen som Årets Tekstforfatter 2 gange. I 2020 for teksterne til albummet Ny Start og i 2022 for teksterne til albummet Kapow Goodbye. I 2020 modtog hun DPAs påskønnelseslegat. Kristina Holgersen er modtager af den første Ethel-pris (2017) efter Pia Rasmussens minde som kvindeligt musikalsk forbillede og for italesættelse af kvinder i musikbranchen.

## Diskografi
2021: Kapow Goodbye (tak & undskyld), Kristina Holgersen efter Leonora Christina Skov, albumudgivelse
Hvis vi ikke taler om det + Jeg håber at solen vil skinne, Kristina Holgersen efter Leonora Christina Skov, singleudgivelser
2019: Ny Start, Kristina Holgersen, albumudgivelse
2018: Mona Det Var Din By, singleudgivelse
2017: Vinyludgivelse, To Slags Mørke, Kristina Holgersen efter Helle Helle
2016: To slags mørke, Kristina Holgersen efter Helle Helle, bog og streaming
2010: Tusinde Planer, soloalbum, Kristina Holgersen
2009: Græsklart, U. Andkjær Olsen/M. Okbo
2008: I byen, børnebog og musikudgivelse, Thorstein Thomsen og Kristina Holgersen
2007: Mellem Myldretider, soloalbum, Kristina Holgersen
2004: Söydis, solodebut, Kristina Holgersen
2002: Purple Afternoon, Girl in the moon
2002: Olivia, Girl in the moon, Tyskland, Norge, Sverige
1997: Emotions, Emotions

## Værkproduktion
2024: Digtsamlingen FAVN, Forlaget Alhambra
2021: Ø, Musikdramatisk forestilling, tekst af Stine Pilgaard, spillet af Ensemble Lydenskab + skuespiller Siff Vintersol, Teater Gruppe 38
2020: Forårssang uden håb. Tekst af forfatter Stine Pilgaard Musik af: Kristina Holgersen og Anders Greis. Sangen er optaget i Højskolesangbogen 2020.
2019: Transitions – nykomponerede salmer med Annika Aakjær, Sara Grabow og salmeforfatterne Iben Krogsdal og Lisbeth Smedegaard. Uropført i Aarhus Domkirke.
2014: ”Udsyngning”, med visuel kunstner Signe Klejs. ”Udsyngning” af tre udvalgte steder der lukker i Danmark: Sønderborg Kaserne, Ørting Handelsplads, Dalum Papirfabrik.
2013: Teaterkoncert: ”Mellem Myldretider” med nyskrevet dansk dramatik af Caroline Cecilie Malling til Kristinas sange fra albummene: Tusinde Planer og Mellem Myldretider.
2012: Musikalsk fortolkning af Charlotta Dorothea Biehls forfatterskab i forbindelse med Århundredes Festival. BIGHAVN: Værk i forbindelse med DPAs komponiststafet, skabt i samarbejde med
Hannah Schneider, Heidi Mortenson og visuel kunstner Signe Klejs.
2011: REJSEN, i samarbejde m. klassisk komponist Morten Ladehoff, spilles af det klassiske Ensemble Lydenskab.

## Bestyrelses- og rådsarbejde
2022 - : Copenhagen Jazz Festivals bestyrelse
2020-2022: Musiksagkyndig Nordisk Ministerråds kunst- og kulturprogram (Nordisk Kulturkontakt)
2016 - 2019: Forperson for Statens Kunstfonds legatudvalg for musik
2016 - 2019 Statens Kunstfonds bestyrelse 
2015 Kunstrådet, Aarhus Kommune
2014  - 2022: Aftagerpanel for Syddansk Musikkonservatorium (SDMK)
2014 - Ensemble Lydenskabs bestyrelse
2011 - 2012 Styregruppe og initiativtager til kortlægningsrapport: kønsbalancen i rytmisk musik
2013 - 2015 Aarhus Kommunes musikudvalg
2010 - 2014 SPOT Festivalens bestyrelse
2008 - 2013 Statens Kunstfonds repræsentantskab
2008 - 2011 Næstforperson i Biblioteksstyrrelsens rådighedsbeløbsudvalg
2009 - 2017 LMSs (Levende Musik i Skolen) bestyrelse, næstforperson
2008 - 2017 ROSAs (Dansk Rocksamråd) bestyrelse
2007 -2018 DPAs (Danske Populær Autorer) bestyrelse http://dpa.org
2004 - 2008 DPAs legatudvalg

## Undervisning
Adjunkt ved Det Jyske Musikkonservatorium
Studielektor ved Det Rytmiske Musikkonservatorium

## Uddannelse
Diplom i ledelse, kunst- og kultur, USRC-Sjælland
Lærer, Silkeborg Seminarium, med linjefagene musik og kristendom, 1998